# Mitsubishi J4M
Mitsubishi J4M «Senden » (яп. 閃電, «Сенден» («Блискавка, яка блискає»))—  проєкт винищувача Імперського флоту Японії періоду Другої світової війни.
Кодова назва союзників — «Люк» (англ. Luke).

## Історія створення
У 1944 році флот видав фірмі Mitsubishi замовлення 17-Сі «B» на розробку швидкісного винищувача-перехоплювача. Для виконання вимог замовлення був використаний потужний двигун Mitsubishi MK9D. Через його велику масу була вибрана двофюзеляжна схема з центральною гондолою. В передній частині гондоли була кабіна пілота, в задній — двигун, який обертав штовхаючий гвинт. Між дома кілями розміщувався горизонтальний стабілізатор. Озброєння літака мало складатись з однієї 30-мм гармати та двох 20-мм гармат, розміщених в гондолі.
Оскільки фірма Mitsubishi була завантажена замовленнями, роботи з даного проєкту йшли повільно, перший проєкт був готовий лише на початку 1945 року. Натомість конкурент, фірма Kyushu мала більше вільних потужностей, і її проєкт Kyushu J7W вже був у стадії прототипу. Тому роботи над проєктом J4M були згорнуті.

## Тактико-технічні характеристики

### Технічні характеристики
- Екіпаж: 1 чоловік
- Довжина: 12,98 м
- Висота: 3,47 м
- Розмах крил: 12,49 м
- Площа крил: 22,00 м²
- Маса пустого: 3 400 кг
- Маса спорядженого: 4 400 кг
- Максимальна маса зльоту: 5 225 кг
- Двигуни:  Mitsubishi MK9D
- Потужність: 1 990 к.с.

### Льотні характеристики
- Крейсерська швидкість: 462 км/г
- Максимальна швидкість: 756 км/г
- Практична стеля: 12 000 м

### Озброєння
- Гарматне:
  - 1 x 30-мм гармата
  - 2 x 20-мм гармати «Тип 99»
- Бомбове: 2 x 60-кг бомби